# نیش (فیلم ۱۳۷۳)
نیش فیلمی به کارگردانی همایون اسعدیان و نویسندگی محمدحسین فرح‌بخش و رضا اسماعیلی ساخته سال ۱۳۷۳ است.

## خلاصه فیلم
همسر و فرزند خردسال یک سروان نیروی انتظامی، که افسر تجسس است و باعث اعدام یک قاچاقچی شده، جلوی چشمان او، سوار بر اتومبیل بین دو تریلی می‌مانند و له می‌شوند. او برای به دام انداختن مسببان این واقعه از قاچاقچی کهنه‌کاری به نام کمال معروف به کمال زابلی که از همسرش جدا شده و پسرش در پاکستان تحصیل می‌کند کمک می‌گیرد. آن دو ابتدا دو رانندهٔ تریلی را می‌یابند و سپس با اعتراف یکی از آنها به جوزی (برادر قاچاقچی اعدام شده) می‌رسند. یک قهوه چی به نام غلام آنها را از رد و بدل شدن یک گلدان عتیقهٔ قاچاق مطلع می‌کند. آن دو با به دست آوردن گلدان عتیقه نظر جوزی را برای معامله جلب می‌کنند. معامله سر می‌گیرد، اما جوزی و افرادش سروان و کمال را محاصره می‌کنند. سروان با تهدید این که گلدان عتیقه حاوی مواد منفجره است جوزی را دستگیر می‌کند و با خود می‌برند. در میان راه جوزی به دروغ به کمال زابلی می‌گوید که افرادش پسر او محسن را در پاکستان به گروگان گرفته‌اند و از سوی دیگر برای افرادش پیغام می‌فرستد تا محسن را به گروگان بگیرند. کمال از بیم جان پسرش سروان را غافلگیر می‌کند و در حالی که همسر سابقش نیز برای یافتن محسن نزد او آمده با جوزی قرار مبادله می‌گذارد. اما موقع معامله میان دو گروه درگیری می‌شود و کمال و دوستش غلام محاصره می‌شوند. در این اثنا سروان و نیروهای انتظامی سرمی رسند و درگیری را به نفع خود با دستگیر کردن قاچاقچیان به پایان می‌رسانند.

## بازیگران
- جمشید هاشم‌پور
- ابوالفضل پورعرب
- غلامحسین لطفی
- حسن رضایی
- ثریا حکمت
- احمد قدکچیان
- رضا کرم‌رضایی
- کاظم هژیرنژاد
- طیب شرافتی
- رضا مرادیان
- محمدسعید فرح‌بخش
- فرحناز مهر
- رفیع مددکار
- سیامک قدکچیان
- محمود حاتمی
- محمدرضا گوهرمنش
- حسین احدی
- عزت‌الله رستمی
- حسین غیابی
- حسین میرزایی (بازیگر)
- اکبر رشیدی
- عباس پورهاشمی
- علی محمودی (بازیگر)
- علی اژدری
- محمد اژدری
- امین ابراهیمی
- کریمی
- محسن هادیان
- رضا هادیان
- محسن عابدی
- ابراهیم اژدری
- وجیهه لقمانی